# Август Кристиан (герцог Ангальт-Кётена)
Август Кристиан Фридрих Ангальт-Кётенский (нем. August Christian Friedrich von Anhalt-Köthen; 18 ноября 1769, Кётен — 5 мая 1812, Кётен) — князь и позднее герцог Ангальт-Кётена из династии Асканиев.

## Биография
Август Кристиан — сын князя Ангальт-Кётена Карла Георга Лебрехта. Он служил в прусской армии в звании генерал-майора, а 15 мая 1803 года получил звание фельдмаршал-лейтенанта в австрийской армии. 31 января 1805 года он стал рыцарем ордена Чёрного орла.
В 1793 году князь Август Кристиан женился на Фридерике (1777—1821), дочери герцога Фридриха Августа Нассау-Узингенского и принцессы Луизы Вальдекской. Бездетный брак был расторгнут в 1803 году.
18 апреля 1806 года князь Август Кристиан официально принял титул герцога. После его смерти титул перешёл его малолетнему племяннику Людвигу Августу, сыну умершего брата Людвига.